# 쓰르라미 울 적에 Tactics
쓰르라미 울 적에 Tactics(일본어: ひぐらしのなく頃に 히구라시노 나쿠 코로니 타크티쿠스[*])는 소라유메 개발・판매한 휴대전화 용 전략 롤플레잉 게임이다. 2006년 12월 13일에 SoftBank 3G・WILLCOM W-ZERO3 2기종으로 다운로드 배포했다. 2007년 5월 7일, i애플리케이션 판 (FOMA・703i/903i~)이 추가되었다.